# Лахишские письма
Лахишские письма (ивр. מכתבי לכיש‎) — собрание писем, написанных палеоеврейским шрифтом на древнееврейском языке на остраконах угольными чернилами в начале VI века до н. э.

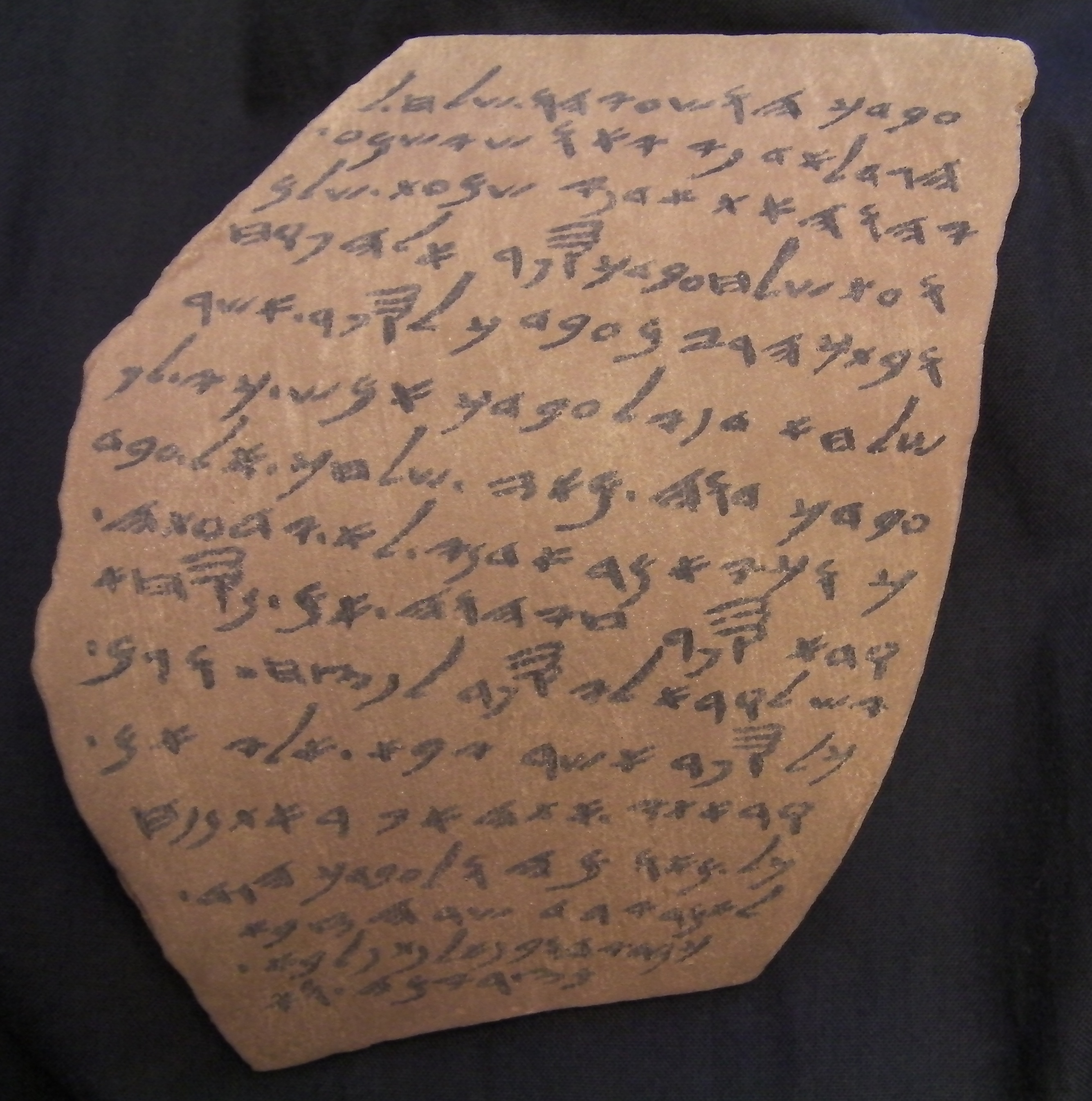
Письмо III (лицевая сторона)

Большая часть писем были обнаружены Джеймсом Лесли Старки в январе — феврале 1935 года во время раскопок на холме Лахиш. Они были опубликованы в 1938 году Нафтали Герц Тур-Синай и с тех пор много изучались.
Всего было найдено 22 письма.
Большинство писем представляют собой донесения, написанные командиром укрепленного аванпоста Хошаяху для начальника Лахиша Яуша.
Остракон IV, по-видимому является свидетельством похода вавилонского царя Навуходоносора на Иудейское царство, закончившееся его разрушением в 586 г. до н. э., а именно — одного из конечных этапов, момента сразу после описанного в книге Иеремии: «Между тем войско царя Вавилонского воевало против Иерусалима и против всех городов Иудейских, которые еще оставались, против Лахиса и Азеки; ибо из городов Иудейских сии только оставались, как города укрепленные» (Иер. 34:7), когда Иерусалим и Лахиш еще стоят, как описано у Иеремии, но соседний город Азека уже пал: «Проверил патрули / и узнал, как / наблюдали за сигнальными постами Лахиша, / которые даёт господин мой, но не видны (сигналы) Азеки.»
Остракон VI упоминает пророка Урию, история убийства которого царем Иоакимом излагается в Иер. 26:20-23; согласно письму Хошаяху: «И вот слова пророка \ не добрые, они ослабляют руки и \ опускают руки страны».
Семнадцать писем в настоящее время находятся в Британском музее в Лондоне, меньшее количество (включая письмо 6) находится в постоянной экспозиции в Музее Рокфеллера в Восточном Иерусалиме. Надписи известны как КАИ 192—199.